# Montanaklematisar
Montanaklematisar (Clematis Montana-gruppen) är en grupp i familjen ranunkelväxter som innehåller selektioner av och hybrider med arter i sektionen Montanae ( t.ex. C. chrysocoma och C. montana).

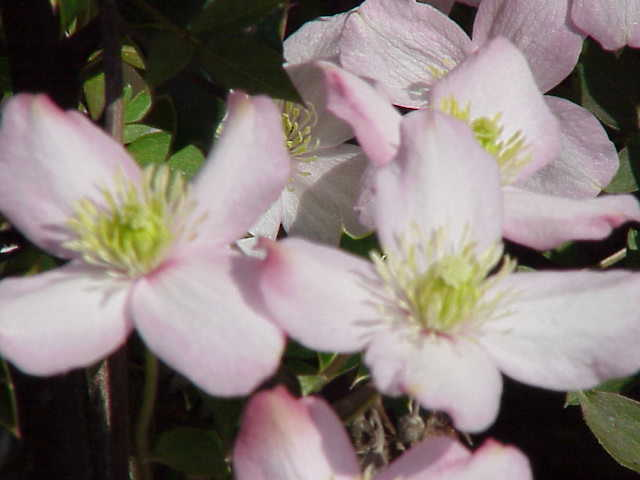
'Rubens' (Kina)
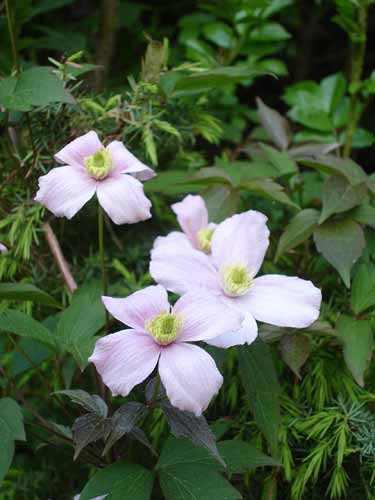
'Tetrarose' (Boskoop Research Station, Holland 1960)